# Куинсфери
Куѝнсфери (на английски: Queensferry; на уелски: Y Fferi Isaf, Ъ Фѐри Ѝсав) е малък град в Северен Уелс, графство Флинтшър. Разположен е около река Дий на около 6 km западно от английския град Честър. Има жп гара. В околностите му е летището на съседните уелски градове Хардън и Бротън. Населението му е около 1500 към 2001 г.